# Колоно
Колоно (итал. Colonno) је насеље у Италији у округу Комо, региону Ломбардија.
Према процени из 2011. у насељу је живело 529 становника. Насеље се налази на надморској висини од 244 м.

## Становништво
| 1936. | 1951. | 1961. | 1971. | 1981. | 1991. | 2001. | 2011. |
| ----- | ----- | ----- | ----- | ----- | ----- | ----- | ----- |
| 835   | 899   | 863   | 816   | 666   | 583   | 561   | 529   |